# Journey to Fearless
Journey to Fearless é uma minissérie estadunidense de 2010, dos gêneros documentário e musical, estrelada pela cantora e compositora estadnidense Taylor Swift, que mostra os bastidores de sua turnê Fearless Tour (2009-2010). A série, dividida em três partes, foi exibida originalmente no canal a cabo The Hub entre 22 e 24 de outubro de 2010. O especial completo, com duração de de 135 minutos, foi lançado em Blu-ray e DVD pela Shout! Factory em 11 de outubro de 2011. Journey to Fearless atraiu uma audiência de aproximadamente 106.000 telespectadores.

## Sinopse
A minissérie documental foi ao ar no canal a cabo The Hub como uma série de três partes, devido ao sucesso da turnê mundial Fearless Tour (2009-2010). O programa foi ao ar entre 22 de outubro de 2010 e 24 de outubro de 2010, às 19 horas UTC-5, antes do filme completo ser lançado em DVD e Blu-ray em 11 de outubro de 2011. Journey to Fearless segue os bastidores de Swift em várias paradas da turnê, inclui vídeos caseiros e filmagens pessoais, e apresentações de uma parte das canções da setlist da turnê.

## Performances

### Parte 1
1. "You Belong with Me"

2. "Tim McGraw"

3. "Fifteen"

4. "Teardrops on My Guitar"

5. "Our Song"

### Parte 2
6. "Today Was a Fairytale"

7. "Love Story"

8. "Hey Stephen"

9. "Tell Me Why"

10. "The Best Day"

### Parte 3
11. "Fearless"

12. "Forever & Always"

13. "Picture to Burn"

14. "Should've Said No"

## Elenco
- Taylor Swift
- Andrea Swift
- Scott Swift
- Abigail Anderson
- Amos Heller
- Grant Mickelson
- Al Wilson
- Paul Sidoti
- Mike Meadows
- Caitlin Evanson
- Elizabeth "Liz" Huett
- Claire Callaway
- Lacey Mason
- Charity Baroni

## Lançamento em vídeo
A série de TV foi lançada em Blu-ray e DVD em 11 de outubro de 2011. O lançamento contém todos os três episódios da série e quatorze performances retirados da Fearless Tour.

## Certificações e vendas
| Região                                                                                             | Certificação | Vendas  |
| -------------------------------------------------------------------------------------------------- | ------------ | ------- |
| Austrália (ARIA)                                                                                   | Platina      | 15,000^ |
| *números de vendas baseados somente na certificação ^distribuições baseadas apenas na certificação |              |         |